# Guido Pizarro (astronomo)
| 2567 Elba         | 19 maggio 1979   |
| 4060 Deipylos     | 17 dicembre 1987 |
| 7082 La Serena    | 17 dicembre 1987 |
| 7968 Elst-Pizarro | 14 luglio 1996   |
| 12238 Actor       | 17 dicembre 1987 |
| 12687 de Valory   | 17 dicembre 1987 |
| (19128) 1987 YR1  | 17 dicembre 1987 |
| (21003) 1987 YV1  | 17 dicembre 1987 |

Guido Pizarro (...) è un astronomo cileno.
Il Minor Planet Center gli accredita la scoperta di otto asteroidi, effettuate tra il 1979 e il 1996, di cui sette in collaborazione con Eric Walter Elst ed uno con il fratello Oscar Pizarro. Di particolare rilievo è la scoperta di 7968 Elst-Pizarro, un asteroide con una natura cometaria, per cui è anche classificato come 133P/Elst-Pizarro.
Gli è stato dedicato, congiuntamente con il fratello con cui lavorava all'Osservatorio di La Silla, l'asteroide 4609 Pizarro.